# 西河水库 (枣阳)
西河水库是中国湖北省襄阳市枣阳市境内的一座水库，位于滚河支流西河上，建于1960年。水库正常库容为473万立方米，集雨面积为25平方千米，海拔为136.3米。